# Loos-en-Gohelle
Loos-en-Gohelle è un comune francese situato nel dipartimento del Passo di Calais nella regione dell'Alta Francia.

## Storia
Durante la prima guerra mondiale il comune fu attraversato dall'offensiva britannica nota come Battaglia di Loos (25 settembre - 19 ottobre 1915), che portò alla distruzione quasi totale della cittadina.

## Società

### Evoluzione demografica
Abitanti censiti